# Краснова Зоя Гнатівна
Зоя Гнатівна Краснова (12 травня 1938, село Поповка, тепер Бірського району, Башкортостан, Російська Федерація — 16 січня 2014, місто Салават, Башкортостан, Російська Федерація) — радянська діячка, новатор виробництва, апаратниця Салаватського нафтохімічного комбінату імені 50-річчя СРСР Башкирської АРСР. Член Центральної Ревізійної комісії КПРС у 1976—1981 роках. Кандидат у члени ЦК КПРС у 1981—1986 роках. Депутат Верховної ради Російської РСР 9-го скликання. Герой Соціалістичної Праці (16.06.1975).

## Життєпис
Народилася в селянській родині. Закінчила дев'ять класів школи. Потім закінчила курси майстра індивідуального пошиття, професійно-технічне училище № 19 в місті Уфі.
З 1957 по 1958 рік працювала майстром швейної майстерні в селі Єрмолаєво Куюргазинського району Башкирської АРСР. Вийшла заміж і переїхала до міста Салавата Башкирської АРСР. У 1958—1960 роках — швачка Салаватської швейної фабрики.
У 1960—1961 роках — учениця машиніста технологічних насосів, у 1961—1971 роках — машиніст технологічних насосів цеху сечовини № 1, у 1971—1979 роках — апаратниця на виробництві карбаміду Салаватського нафтохімічного комбінату імені 50-річчя СРСР Башкирської АРСР.
Член КПРС з 1973 року.
За великі заслуги в достроковому виконанні завдань дев'ятої п'ятирічки і прийнятих соціалістичних зобов'язань Указом Президії Верховної Ради СРСР від 16 червня 1975 року Красновій Зої Ігнатівні присвоєно звання Героя Соціалістичної Праці з врученням ордена Леніна і золотої медалі «Серп і Молот».
У 1976 році закінчила середню школу робітничої молоді.
у 1979—1983 роках — апаратниця, в 1983—1988 роках — слюсар технічних установок заводу мінеральних добрив об'єднання «Салаватнафтооргсинтез» Башкирської АРСР.
З 1988 року — на пенсії в місті Салаваті. Працювала в міській раді ветеранів міста Салавата.
Померла 16 січня 2014 року. Похована на цвинтарі № 3 міста Салавата Республіки Башкортостану.

## Нагороди і звання
- Герой Соціалістичної Праці (16.06.1975)
- орден Леніна (16.06.1975)
- орден Трудового Червоного Прапора (20.04.1971)
- медалі
- Почесна грамота Президії Верховної ради Російської РФСР